# Воля-Станіславовська
Воля-Станіславовська (пол. Wola Stanisławowska) — село в Польщі, у гміні Цеґлув Мінського повіту Мазовецького воєводства.
Населення — 75 осіб (2011).
У 1975-1998 роках село належало до Седлецького воєводства.

## Демографія
Демографічна структура станом на 31 березня 2011 року:
|          | Загалом | Допрацездатний вік | Працездатний вік | Постпрацездатний вік |
| -------- | ------- | ------------------ | ---------------- | -------------------- |
| Чоловіки | 48      | 5                  | 38               | 5                    |
| Жінки    | 27      | 4                  | 14               | 9                    |
| Разом    | 75      | 9                  | 52               | 14                   |